# دیک گیلبرت
دیک گیلبرت (انگلیسی: Dick Gilbert؛ ‏ ۱۲ ژوئیهٔ ۱۸۸۹ – ۶ مهٔ ۱۹۶۰) بازیگر اهل ایالات متحده آمریکا بود.
از فیلم‌هایی که وی در آن‌ها نقش داشته‌است، می‌توان به روابط ما، ترمیم‌کنندگان زناشویی، بندرگاه قدیمی!، ما را ببخشید، بیوهانکز، کله‌پا و نبرد قرن اشاره نمود.